# Aight
Aight é o primeiro álbum single do cantor sul-coreano Jung Dae-hyun. Foi lançado em 11 de outubro de 2019, pela STX Lionheart e distribuído pela Genie Music. Após lançar um álbum de baladas no início do ano, Jung queria continuar sua transição de ídolo para cantor, compositor e "artista solo versátil". Ele concebeu o gênero, conceito e ambiente do projeto, que resultou em um álbum de dance.
Depois de uma série de fotos e vídeos de divulgação, Aight e seu single principal homônimo foram lançados simultaneamente. Jung realizou uma vitrine para o álbum e promoveu a canção, apresentando-a em programas de paradas musicais em várias redes de televisão. O álbum single alcançou a décima quinta posição na parada nacional da Coréia do Sul, Gaon Album Chart, resultando em mais de 4600 unidades no mercado interno desde o seu lançamento.

## Contextualização e estrutura musical
Jung assinou contrato com a STX Lionheart em junho de 2019, dois meses depois de lançar seu mini-álbum de estréia, Chapter2 "27", que acompanhou o single principal da balada. Com Aight, ele queria sincronizar dança, música e performance, o que o levou a adotar o conceito do B.A.P como cantor e dançarino. Jung decidiu sobre o gênero, conceito e ambiente do álbum. Buscando desenvolver seu espectro musical, envolveu-se em rap, performance, letra e composição. Ele se interessou pelo rap por ser cercado por rappers e decidiu fazer lições da técnica. Jung descreveu seus vocais em álbuns anteriores com seu grupo como contendo "muitas notas altas", contrastando com a música recém-gravada que é "mais fácil de ouvir". A gravação demonstra ainda mais sua transição de ídolo para cantor e compositor e "artista solo versátil".
O título Aight é uma gíria inglesa para "tudo bem", usada para expressar um sentimento positivo. Um álbum de dance, que abre com a faixa-título, uma nova música dançante funk. Ele incorpora uma linha do baixo "rítmico", guitarra e sintetizadores. A letra gira em torno de uma mulher que o narrador ama. Foi escrita por Kim Ki-beom, que já havia trabalhado com Jung ao escrever músicas para o B.A.P. A coreografia do single, por sua vez, foi concebida pelos coreógrafos Waackxxxy e Jung, que consistem em waacking, câmera lenta e dança que simula a gravidade zero andando em um planeta alienígena. A música foi regravada e a coreografia modificada três vezes cada. Na segunda faixa, Jung contribuiu para a composição de "Bomb", que expressa sua mensagem de energia e consolo aos trabalhadores que enfrentam um ataque de trabalho. Jung começou a criar a música antes de trabalhar no álbum Aight e, buscando inspiração nos fãs, pretendia dedicar uma música "brilhante" a eles.

## Conceito de arte
O conceito de arte da capa é o espaço sideral. O tema foi escolhido para comparar o tamanho do universo à capacidade musical de Jung. Ela apresenta ilustrações de foguetes, aviões e planetas contra um fundo gradiente de cor hortelã. Também inclui uma flor de íris que significa "o único amor", um coelho que simboliza os fãs de B.A.P, fogos de artifício que significam a celebração de um novo começo e um bando de pássaros que representam seus fãs. Jung é retratado como um astronauta vestindo um traje espacial rosa, que replica a cor de seu mascote Kekemato da B.A.P. O processo contém uma representação de Ganji, o animal de estimação de Jung, um Bichon frisé. Ele também traz os números "2-1", que denotam a parte um de seu segundo capítulo como solista e as letras "J / L" para Jung Dae-hyun e Lionheart. A fotografia do álbum foi filmada por Moke Na-jung. Ele mostra Jung com um visual "natural", que ele descreveu como "principalmente sonhador e fantasioso".

## Lançamento e promoção

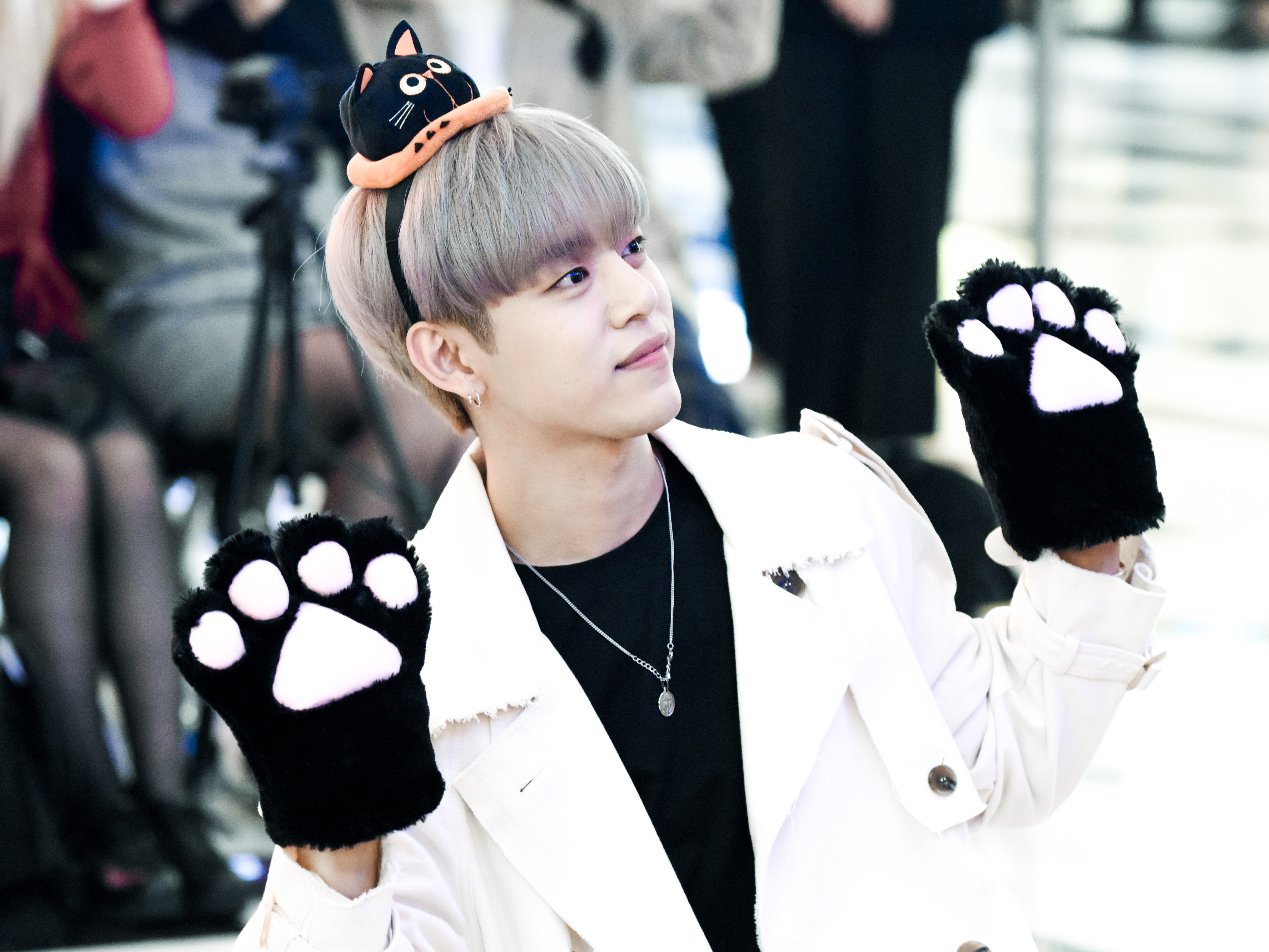
Jung durante um evento de autógrafos do álbum Aight, 20 de outubro de 2019

Em 27 de setembro, a STX Lionheart divulgou um cronograma de promoção que antecedeu o lançamento do primeiro álbum single de Jung, Aight. Sete fotos conceituais foram divulgadas simultaneamente em 30 de setembro, com outras seis no dia consecutivo. Uma miscelânea de destaque da gravação foi enviado em 4 de outubro. Um videoclipe teaser foi publicado em 7 de outubro, seguido por um segundo dois dias depois. Dirigido por Lee Gi-baek, o videoclipe do single "Aight" foi lançado em 11 de outubro à meia-noite. O álbum single de mesmo nome foi lançado doze horas depois.

## Performance comercial
Na parada nacional Gaon Album Chart, o álbum estreou na décima quinta posição em 6 a 12 de outubro de 2019. Até o final do mês, o álbum single movimentou 4648 unidades no mercado interno.

## Faixas
| Aight          |                                             |                             |         |  |
| N.º            | Título                                      | Arrangement                 | Duração |  |
| 1.             | "Aight" (hangul: 아잇; rr: Ait)             | Kim Ki-beom, Jacoby         | 2:54    |  |
| 2.             | "Bomb" (hangul: 느낌있게; rr: Neukkim Itge) | Lee Su-a, Yu Yeong-bin, W.E | 3:11    |  |
| Duração total: | Duração total:                              | Duração total:              | 6:05    |  |

## Créditos
Créditos adaptados das notas principais do álbum:
| - Hyeon Hye-won – estilista - Jacoby – arranjador, baixista, coro, compositor, baterista, letrista, programador e sintetizador - Jung Dae-hyun – coro, compositor, letrista e programador - Jung Jae-pil – guitarrista, baixista slap e engenharia de áudio - Jung Si-yeon – coreógrafo - Kang Seong-mo – design e arte - Kim Ki-beom – arranjador, coro, compositor e letrista - Kim Min-hee – engenheiro de gravação - Kwon Nam-woo – engenheiro de masterização - Lee Su-a – arranjador, compositor, baterista e sintetizador - Mi-rin – cabeleiro | - Moke Na-jung – fotógrafo - No Woo-seok – editor de fotografia - Park Choong-min – produtor executivo - Park Seo-hyeon – guitarrista - Park Seon-yeong – engenheiro de gravação - Son Eun-ji – estilista - Seung-jin – maquiador e cabeleireiro - Taltsy – engenheiro de masterização - W.E – arranjador, coro, compositor, letrista e programador - Yang Hye-yeong – maquiador - Yu Yeong-bin – arranjador e compositor |

## Desempenho nas paradas musicais
| Parada (2019)        | Posição máxima |
| -------------------- | -------------- |
| Coreia do Sul (Gaon) | 15             |